# Allodia racemosa
Allodia racemosa är en tvåvingeart som beskrevs av Zaitzev 1992. Allodia racemosa ingår i släktet Allodia och familjen svampmyggor.
Artens utbredningsområde är Alaska. Inga underarter finns listade i Catalogue of Life.